# Herminia perdentalis
Herminia perdentalis là một loài bướm đêm trong họ Noctuidae.